# سوزان أبويل
سوزان أبويل (مواليد 30 يوليو 1970) مغنية وملحنة جاز سويسرية/هولندية.

## نُبذة
عندما كانت طفلة، تلقت دروسًا في الهاربسيكورد، وهي تعزف موسيقى الباروك. في سن السابعة عشر، ذهبت إلى لوس أنجلوس حيث ذهبت إلى مدرسة ثانوية تحضر دروسًا في الموسيقى بشكل يومي، وكانت جزءًا من فرقة تجولت في الولايات المتحدة وكندا. درست في المعهد الموسيقي الملكي في لاهاي، هولندا مع جين لي وراشيل جولد وحصلت على درجة الماجستير في الأداء وعلم التربية. درست أبويل التأليف مع الملحن الهولندي ديدريك واجنار.

## ديسكغرفي
- أنا روز (إيفوك، 1997)
- أبريل (ECM 2001)
- إيدا لوبينو (راديو هولندا، 2002)
- البوصلة (ECM 2006)
- الهدية (ECM ،2013)

## روابط خارجية
- سوزان أبويل على موقع ميوزك برينز (الإنجليزية)
- سوزان أبويل على موقع أول ميوزيك (الإنجليزية)
- سوزان أبويل على موقع ديسكوغز (الإنجليزية)

- موقع رسمي